# Poecilmitis azurius
The Azur Opal (Poecilmitis azurius) là một loài bướm ngày in the Lycaenidae family. It is endemic to South Africa, ở đó nó is known from the North and West Cape.
The wingspan is 32–36 mm for males and 35–40 mm for females. Adults are on wing from October to December. There is one extended generation per year.